# X³：重聚
《X³：重聚》是德国游戏开发商Egosoft开发的一款空间模拟游戏，是X系列游戏的第三作，《X²：威胁》的续作。该游戏于2005年10月发布。
最开始该项目叫做《X²：回归》（X²: The Return），作为《X²：威胁》的资料片进行开发。然而随着项目的深入，X²引擎很快就无法满足本作的需求。2005年4月，Egosoft宣布《X²：回归》被取消，新游戏被命名为《X³：重聚》，将使用X³引擎。一个月后，“X³ Reality”引擎在5月的E3游戏展亮相。
本作的零售版在发售后，被发现存在一些缺陷，最严重的甚至会妨碍玩家通关。Egosoft很快发布了修复补丁，但仍有一些玩家和评论家仍指出Egosoft在发行游戏前应充分测试。